# Чехословаччина на літніх Олімпійських іграх 1964
На Літніх Олімпійських іграх 1964 року в Токіо, (Японія) Чехословаччина була представлена 104 спортсменами: 95 чоловіків і 9 жінок, які брали участь в 64 змаганнях з 13 видів спорту. Збірна завоювала чотирнадцять медалей, з них п'ять — золотих, шість — срібних та три бронзових.

## Медалісти
Золото
- Віра Чаславська — Спортивна гімнастика, Жінки, абсолютний залік.
- Віра Чаславська — Спортивна гімнастика, Жінки, опорний стрибок.
- Віра Чаславська — Спортивна гімнастика, Жінки, колода.
- Ганс Здражила — Важка атлетика, середня вага.
- Їржи Далер — Велоперегони на треку, індивідуальна гонка переслідування.

 Срібло
- Мілан Гуда, Богуміл Голіан, Петр Коп, Йозеф Лабуда, Йозеф Мусіл, Карл Паулюс, Борис Перушич, Ладіслав Томан, Зденек Хумхал, Павел Шенк, Вацлав Шмідл, Йозеф Шорм — Волейбол, Чоловічий турнір.
- Їржі Корманік — Греко-римська боротьба, до 87 кг.
- Людвік Данек — Легка атлетика, Чоловіки, метання диска.
- Йозеф Одложил — Легка атлетика, Чоловіки, 1500 метрів.
- Віра Чаславська, Маріанна Крайчирова, Яна Познерова, Гана Ружичкова, Ярослава Седлачкова, Адольфіна Тачова — Спортивна гімнастика, Жіноча команда, командний залік.
- Ян Брумовський, Владімір Вайсс, Франтішек Валошек, Йозеф Войта, Ян Ґелета, Франтішек Кнеборт, Карел Кнесл, Карел Ліхтнеґль, Войтех Масни, Штефан Матлак, Іван Мраз, Карел Непомуцький, Зденек Пічман, Антон Урбан, Людовіт Цветлер, Антон Швайлен, Франтішек Шмукер — Футбол, Чоловічий турнір.

 Бронза
- Любомир Нацовський — Стрільба, швидкісний пістолет, 25 метрів.
- Йозеф Вентус, Мірослав Конічек, Іржі Лундак, Ян Мрвік, Ріхард Новий, Людек Поєзний, Юліус Точек, Петро Чермак, Богуміл Янушек — Академічне веслування, Чоловіки, вісімка.
- Владімір Андрс та Павел Гофманн — Академічне веслування, Чоловіки, двійки парні.

## Учасники

### Бокс
Спортсменів — 5
Чехословаччину представляли п'ять боксерів. Двоє з них програли в першому бою, троє — в другому.

### Волейбол
Чоловіки — 12
Чоловіча збірна Чехословаччини здобула на Олімпіаді вісім перемог, програвши лише фавориту збірній СРСР. Збірна Чехословаччини набрала стільки ж очок, що і збірна СРСР, але через гірше співвідношення партій зайняла загальне друге місце.

### Легка атлетика
В змаганнях з легкої атлетики від Чехословаччини взяли участь 12 спортсменів (10 чоловіків і 2 жінок). Людвік Данек і Йозеф Одложил завоювали срібну медаль  у метанні диска і у бігу на 1500 метрів відповідно. Рудольф Томашек зайняв шосте місце у стрибках з жердиною. Інші спортсмени показали гірші результати.

### Спортивна гімнастика
Чоловіки — 6
Представники чоловічої збірної Чехословаччини зі спортивної гімнастики не змогли втрутитися в боротьбу за медалі, залишившись без нагород. В командному заліку Чехословаччина зайняла шосте місце, в індивідуальному заліку найвище місце зайняв Богуміл Мудржик — тридцяте.
Жінки — 6
Жіноча збірна зі спортивної гімнастики завоювала срібну медаль. Віра Чаславська стала чемпіонкою в індивідуальній першості, у вправах на колоді і опорному стрибку.
| Гімнастка           | Командний залік | Абсолютний залік | Снаряд | Снаряд | Снаряд          | Снаряд        |
| Гімнастка           | Командний залік | Абсолютний залік | Колода | Бруси  | Опорний стрибок | Вільні вправи |
| ------------------- | --------------- | ---------------- | ------ | ------ | --------------- | ------------- |
| Віра Чаславська     | Срібло          | Золото           | Золото | 5      | Золото          | 6             |
| Гана Ружичкова      | Срібло          | 5                | 5      | 7      | 18              | 10            |
| Ярослава Седлачкова | Срібло          | 11               | 7      | 8      | 13              | 21            |
| Адольфіна Тачова    | Срібло          | 16               | 11     | 18     | 10              | 21            |
| Маріанна Крайчирова | Срібло          | 22               | 31     | 8      | 15              | 40            |
| Яна Познерова       | Срібло          | 23               | 15     | 34     | 16              | 29            |

### Футбол
Спортсменів — 17
Збірна Чехословаччини здобула на Олімпіаді 1964 п'ять перемог, зазнавши єдиної поразки у фіналі турніру від збірної Угорщини і отримавши срібні медалі.